# Cryptophion moragai
Cryptophion moragai là một loài tò vò trong họ Ichneumonidae.